# Biathlon aux Jeux olympiques de 2014 – Relais hommes
Navigation
Vancouver 2010 Pyeongchang 2018
L'épreuve masculine du relais 4 x 7,5 km biathlon aux Jeux olympiques de 2014 a lieu le 22 février 2014 au complexe de ski de fond et de biathlon Laura. Les Russes remportent le relais devant les Allemands et les Autrichiens.
Les Russes sont disqualifiés en février 2020, en raison de la condamnation pour dopage du biathlète Evgeny Ustyugov.

## Résultats
| Rang                                | Dossard | Pays                                                                            | Pénalités (Tours+Pioches)               | Temps                                                                     | Retard        |
| ----------------------------------- | ------- | ------------------------------------------------------------------------------- | --------------------------------------- | ------------------------------------------------------------------------- | ------------- |
| Médaille d'or, Jeux olympiques      | 1       | Allemagne Erik Lesser Daniel Böhm Arnd Peiffer Simon Schempp                    | 0+1 0+1 0+0 0+0 0+0 0+1 0+0 0+0 0+1 0+0 | 1 h 12 min 19 s 4 17 min 13 s 7 18 min 17 s 4 17 min 54 s 5 18 min 53 s 8 | +3 s 5        |
| Médaille d'argent, Jeux olympiques  | 3       | Autriche Christoph Sumann Daniel Mesotitsch Simon Eder Dominik Landertinger     | 0+4 0+3 0+1 0+0 0+2 0+0 0+0 0+2 0+1 0+1 | 1 h 12 min 45 s 7 17 min 26 s 7 18 min 11 s 4 18 min 04 s 1 19 min 03 s 5 | +29 s 8       |
| Médaille de bronze, Jeux olympiques | 5       | Norvège Tarjei Bø Johannes Thingnes Bø Ole Einar Bjørndalen Emil Hegle Svendsen | 0+2 1+3 0+0 0+0 0+1 0+0 0+0 0+0 0+1 1+3 | 1 h 13 min 10 s 3 17 min 03 s 4 18 min 07 s 6 18 min 12 s 6 19 min 46 s 7 | +54 s 4       |
| 4                                   | 16      | Italie Christian De Lorenzi Dominik Windisch Markus Windisch Lukas Hofer        | 0+4 0+7 0+0 0+2 0+2 0+1 0+2 0+2 0+0 0+2 | 1 h 13 min 15 s 5 17 min 36 s 0 18 min 01 s 4 18 min 54 s 2 18 min 43 s 9 | +59 s 6       |
| 5                                   | 9       | Slovénie Peter Dokl Jakov Fak Klemen Bauer Janez Marič                          | 0+1 0+4 0+0 0+0 0+1 0+1 0+0 0+3         | 1 h 13 min 43 s 1 18 min 04 s 4 17 min 33 s 3 18 min 03 s 9 20 min 01 s 5 | +1 min 27 s 2 |
| 6                                   | 12      | Canada Jean-Philippe Leguellec Scott Perras Brendan Green Nathan Smith          | 0+4 1+6 0+0 1+3 0+1 0+0 0+1 0+1 0+2 0+2 | 1 h 13 min 46 s 2 17 min 47 s 2 18 min 04 s 3 18 min 24 s 4 19 min 30 s 3 | +1 min 30 s 3 |
| 7                                   | 6       | France Alexis Bœuf Jean-Guillaume Béatrix Simon Desthieux Martin Fourcade       | 0+3 0+4 0+0 0+0 0+1 0+2 0+0 0+2 0+2 0+0 | 1 h 13 min 46 s 4 17 min 35 s 4 18 min 13 s 0 18 min 42 s 9 19 min 15 s 1 | +1 min 30 s 5 |
| 8                                   | 10      | Ukraine Dmytro Pidruchnyi Andriy Deryzemlya Artem Pryma Serhiy Semenov          | 0+6 0+1 0+2 0+0 0+2 0+1 0+1 0+0         | 1 h 14 min 21 s 1 17 min 35 s 4 18 min 17 s 4 18 min 59 s 9 19 min 28 s 4 | +2 min 05 s 2 |
| 9                                   | 2       | Suède Tobias Arwidson Björn Ferry Fredrik Lindström Carl Johan Bergman          | 0+4 0+1 0+0 0+0 0+3 0+0 0+1 0+1         | 1 h 14 min 32 s 0 18 min 02 s 6 18 min 18 s 2 18 min 52 s 9 19 min 18 s 3 | +2 min 16 s 1 |
| 10                                  | 7       | Tchéquie Michal Krčmář Jaroslav Soukup Tomáš Krupčík Ondřej Moravec             | 0+3 0+2 0+0 0+0 0+1 0+1 0+2 0+1 0+0 0+0 | 1 h 15 min 11 s 9 17 min 37 s 1 18 min 14 s 8 19 min 54 s 3 19 min 25 s 7 | +2 min 56 s 0 |
| 11                                  | 11      | Slovaquie Pavol Hurajt Tomas Hasilla Miroslav Matiaško Matej Kazár              | 0+3 1+6 0+0 0+0 0+0 0+2 0+1 0+1 0+2 1+3 | 1 h 15 min 23 s 8 17 min 33 s 4 18 min 37 s 8 19 min 21 s 0 19 min 51 s 6 | +3 min 07 s 9 |
| 12                                  | 17      | Biélorussie Siarheï Novikaw Vladimir Chepelin Yuryi Liadov Evgeny Abramenko     | 0+1 0+4 0+0 0+1 0+1 0+0 0+0 0+1 0+0 0+2 | 1 h 16 min 02 s 3 18 min 21 s 3 18 min 52 s 2 19 min 01 s 8 19 min 47 s 0 | +3 min 46 s 4 |
| 13                                  | 8       | Suisse Claudio Böckli Ivan Joller Serafin Wiestner Benjamin Weger               | 0+3 0+7 0+0 0+3 0+3 0+0 0+1 0+1         | 1 h 16 min 15 s 8 18 min 28 s 3 19 min 11 s 6 18 min 50 s 0 19 min 45 s 9 | +3 min 59 s 9 |
| 14                                  | 13      | Bulgarie Michail Kletcherov Ivan Zlatev Vladimir Iliev Krasimir Anev            | 0+3 2+5 0+0 0+1 0+1 2+3 0+2 0+1 0+0 0+0 | 1 h 17 min 38 s 4 18 min 25 s 9 20 min 40 s 4 19 min 14 s 9 19 min 17 s 2 | +5 min 22 s 5 |
| 15                                  | 18      | États-Unis Lowell Bailey Russell Currier Sean Doherty Leif Nordgren             | 3+8 0+4 0+0 0+0 3+3 0+2 0+3 0+0 0+2 0+2 | 1 h 17 min 39 s 1 17 min 20 s 7 20 min 11 s 3 19 min 37 s 3 20 min 29 s 8 | +5 min 23 s 2 |
| 16                                  | 14      | Estonie Daniil Steptšenko Kalev Ermits Kauri Kõiv Roland Lessing                | 2+7 1+5 0+1 0+0 0+0 1+3 1+3 0+0 1+3 0+2 | LAP 18 min 05 s 5 20 min 08 s 4 19 min 31 s 2 LAP                         |               |
| 17                                  | 15      | Kazakhstan Anton Pantov Sergey Naumik Alexandr Trifonov Dias Keneshev           | 0+4 0+6 0+0 0+3 0+3 0+1 0+0 0+0 0+1 0+2 | LAP 18 min 13 s 3 19 min 18 s 0 20 min 02 s 4 LAP                         |               |
| 18                                  | 19      | Pologne Krzysztof Pływaczyk Łukasz Szczurek Łukasz Słonina Rafał Lepel          | 1+7 1+5 0+0 0+0 1+3 1+3 0+2 0+0 0+2 0+2 | LAP 17 min 53 s 7 21 min 29 s 1 20 min 57 s 5 LAP                         |               |
| DSQ                                 | 4       | Russie Aleksey Volkov Evgeny Ustyugov Dmitry Malyshko Anton Shipulin            | 0+4 0+4 0+1 0+1 0+1 0+2 0+0 0+1 0+2 0+0 | 1 h 12 min 15 s 9 17 min 19 s 5 18 min 15 s 9 18 min 04 s 8 18 min 35 s 7 |               |

LAP — Un tour de retard, arrêté

DSQ — Disqualifié